# さわち美欧
さわち 美欧（澤地美欧、さわち みお、1968年7月30日 - ）は、日本のシャンソン歌手。大阪府大阪市出身。身長170cm、血液型O型。

## 来歴
- 1991年 準ミス・ユニバース日本代表。代表の山本亜津子に次ぐ2人の準ミスの1人に選出された（もう1人は石塚裕見子）[1]
- 1997年6月 シングル「いつか泣きやんだ日に」でデビュー
- 1998年5月 セカンドシングル「きっと見つけるわ」リリース
- 1998年8月 芸術祭参加テレビドラマ「生きて、生きて〜遠野の里から〜」（テレビ岩手制作・日本テレビ系列）主演
- 1999年12月 サードシングル「夢の中のfin...」リリース
- 2001年6月 1st アルバム「C'est  L'amour  -愛のエピキュリアン-」
- 2005年2月 2ndアルバム「モン・レーヴ～私の夢」ではニューヨークで、ロン・カーター、スティーブ・キューンらと録音。
- 2007年6月 3rdアルバム「小雨降る径」ではNYでトゥーツ・シールマンス、ケニー・ワーナー、アイアート・モレイラ、オスカー・カストロ・ネヴェスらと、日本で渡辺かづきらと録音。
- 2009年より「希望郷いわて文化大使」

## 主な活動

### テレビ
- さわち美欧のすばらしき音楽～ワンダフル・ソング・ストーリー（テレビ神奈川：2006年4月6日 - 2006年6月29日・2006年8月3日 - 2006年10月26日・2006年12月7日 - 2007年3月29日、毎週木曜日23:55 - 24:00 / 岩手朝日テレビ：2006年5月 - 2007年3月30日、毎週金曜日25:15 - 25:20）

### ラジオ
- さわち美欧のUntil O（InterFM/FM CO・CO・LO/RADIO-i、毎週月 - 木曜日23:50 - 24:00 ※終了）
- さわち美欧のコークサウンド・シャッフル （FM岩手/FM秋田/FM青森、毎週水曜日19:00 - 19:55 ※2015年3月25日の放送を以って終了）
- MIDNIGHT BLUE（ミュージックバード、毎週木曜24:00 -25:00 ※終了）

### CD
- 1st「いつか泣きやんだ日に」[2]
- 2ndシングル「きっと見つけるわ」
- 3rdシングル「夢の中のfin...」
- 4thシングル「ha-u-ta」
- 5thシングル「泣きながら I  love  you / わたしのふるさと」
- 6thシングル「戸惑い / 人生のつづき」
- 1stアルバム「セ・ラムール -愛のエピキュリアン-」
- 2ndアルバム「モン・レーヴ ～私の夢」
- 3rdアルバム「小雨降る径」
- 4thアルバム「Mio's  シャンソネーゼ」
- 5thアルバム「しあわせのうた」
- 限定シングル「東北ジェンヌ～だって恋してる」
- other  「シャンソン落語」